# Darrell Dennis
 (mars 2025).
Darrell Dennis est un comédien, acteur, scénariste et personnalité de la radio, autochtone canadien de la nation Secwepemc, à l'intérieur de la Colombie-Britannique.

## Carrière
La carrière d'acteur de Dennis a commencé à l'âge de 17 ans lorsqu'il s'est présenté à sa première audition professionnelle et a décroché le rôle principal de Brian Potter dans la série dramatique à succès de la CBC Northwood . Depuis lors, il a joué un rôle régulier dans diverses séries télévisées canadiennes, notamment The Rez, Open Heart et en tant qu'animateur de Bingo and a Movie . Il a joué dans de nombreux rôles au cinéma et à la télévision, notamment dans En quête de liberté, dans la série à succès Degrassi et dans le rôle de l'amant de Shania Twain dans Shania : Une vie en huit albums.
Il était un acteur prolifique de la scène théâtrale amérindienne, mais a également connu un succès grand public dans des rôles de théâtre classiques, tels que dans Le Héros et le Soldat de Shaw, Mademoiselle Julie de Strindberg, Trahisons de Pinter et De l'autre côté du miroir de Lewis Carroll, au Centre national des Arts.
En 1998, sa carrière de comédien débute lorsqu'il reçoit une bourse pour se former au célèbre The Second City. Deux ans plus tard, il rejoint la Second City National Touring Company et devient le premier membre autochtone de la distribution embauché par l'une des compagnies de Second City. Il a ensuite cofondé la troupe comique entièrement composée de membres des Premières Nations nommée « Tonto's Nephews », qui a fait une tournée en Amérique du Nord. En 2014, il a cofondé la troupe de comédie entièrement amérindienne « The Mayflower Welcoming Committee », basée à Los Angeles.
Dennis a présenté des numéros de stand-up lors de galas télévisés pour le Winnipeg Comedy Festival et le Just For Laughs Festival, ainsi que lors de nombreuses apparitions à la radio et à la télévision de CBC. Il était la voix comique autochtone de la série électorale « Spin Off », sur la radio de la CBC, et de l'émission spéciale télévisée « The American Empire ».
En plus de ses activités d'acteur et de comédien, il est un écrivain dont les œuvres ont été publiées par Playwrights Canada Press et Douglas & McIntyre Publishing. Ses nouvelles ont été publiées dans des périodiques partout au Canada et aux États-Unis. Sa première pièce, « Trickster of Third Avenue East », a été produite par Native Earth Performing Arts, qui l'a nommé à deux reprises « Résidence d'artistes ».
Sur APTN, il a été le scénariste principal de l'émission de variétés « Buffalo Tracks » et a ensuite animé l'émission à succès d'APTN « Bingo and a Movie ». En 2003, son scénario pour le court-métrage Moccasin Flats a été sélectionné officiellement au Festival du film de Sundance. Le court-métrage a ensuite été transformé en une série télévisée diffusée sur Showcase Network et APTN, et pour laquelle il a également participé au scénario.
Sa pièce solo semi-autobiographique, « Tales of an Urban Indian », dans laquelle il explore les thèmes de sa croissance en tant qu'Amérindien des Premières Nations, a été nommée pour deux prix Dora (meilleure pièce originale et meilleure performance par un acteur) et a été produite pour de multiples tournées au Canada et aux États-Unis, y compris une traduction française qui a été jouée à Montréal. Il a également donné une représentation spéciale de « Tales » au Autry Theater de Los Angeles et au légendaire Public Theater de New York en mars 2009.
En 2009, il a interprété « Tales of an Urban Indian » dans un bus circulant dans les rues de Barrie, en Ontario. Une deuxième série de représentations a eu lieu à Barrie au début de 2011 en prévision de la tournée du spectacle dans d'autres villes.
Son adaptation cinématographique de « Tales of an Urban Indian » a été acceptée parmi les 13 scénarios internationaux du prestigieux Sundance Screenwriters Lab. Un épisode pilote basé sur son one-man show « Tales of an Urban Indian » a également été produit par APTN et diffusé en 2009.
Au cours des étés de 2008 à2011, il a produit et animé la série documentaire radiophonique de CBC Radio One, ReVision Quest, qui explorait et remettait en question les différents stéréotypes sur les peuples autochtones d'Amérique du Nord. La série a duré quatre saisons et a remporté le prestigieux New York Festival Award.
En 2014, il devient un personnage régulier de la série Open Heart de Teen Nick, incarnant le détective Goodis. En 2014, il a également publié son livre Peace Pipe Dreams: The Truth About Lies About Indians, publié par Douglas and Macintyre Publishing.
En 2020, Dennis a collaboré avec Daniel Arnold et Medina Hahn sur Inheritance: a pick-the-path experience, une pièce de théâtre sur les revendications territoriales des autochtones qui comportait des points où le public pouvait voter sur la direction que prendrait l'histoire, obligeant les acteurs à se préparer à au moins 50 permutations possibles différentes de la performance. La pièce a été présélectionnée pour le Prix du Gouverneur général pour le théâtre de langue anglaise lors de la cérémonie des Prix littéraires du Gouverneur général de 2022.
En 2024, il fait ses débuts en tant que cinéaste avec le film comique The Great Salish Heist, et enchaîne en 2025 avec Sweet Summer Pow Wow.

## Vie personnelle
Dennis est membre de la nation Shuswap en Colombie-Britannique. Il est marié à l'actrice Katya Gardner.